# Cầu Cần Thơ
Cầu Cần Thơ là cây cầu bắc qua sông Hậu, nối liền quận Cái Răng, thành phố Cần Thơ và thị xã Bình Minh, tỉnh Vĩnh Long.
Tại thời điểm hoàn thành vào năm 2010, đây là cây cầu dây văng có nhịp chính dài nhất khu vực Đông Nam Á.

## Vị trí
Cầu Cần Thơ nối liền giữa tỉnh Vĩnh Long và thành phố Cần Thơ, bắt qua thêm cồn Ấu (địa phận Cần Thơ) để vào thành phố. Đầu cầu phía Đông thuộc xã Mỹ Hòa, thị xã Bình Minh, tỉnh Vĩnh Long; đầu cầu phía Tây thuộc phường Hưng Phú, quận Cái Răng, thành phố Cần Thơ.

## Đặc điểm
Cầu Cần Thơ được khởi công xây dựng vào ngày 25 tháng 9 năm 2004. Ban đầu, cầu Cần Thơ được dự kiến sẽ được khánh thành vào ngày 14 tháng 12 năm 2008. Tuy nhiên, vì xảy ra sự cố sập nhịp dẫn cầu Cần Thơ vào ngày 26 tháng 9 năm 2007, nên Cầu Cần Thơ được khánh thành vào ngày 24 tháng 4 năm 2010.

### Quy mô của dự án cầu Cần Thơ (2004–2010)
Tổng mức đầu tư 4.832 tỷ đồng (thời điểm 2001, tức là khoảng 342,6 triệu USD) bằng nguồn Viện trợ phát triển chính thức (ODA) của Chính phủ Nhật Bản và vốn đối ứng của chính phủ Việt Nam (khoảng 15%).
Dự án được chia thành 3 gói thầu:
- Gói thầu 1 là đoạn đường dẫn phía Vĩnh Long dài 5,41 km trong đó có 4 cầu qua kênh Trà Và lớn, Trà Và nhỏ, Sông Trà Ôn và vượt Quốc lộ 54. Gói thầu này do ba nhà thầu trực thuộc Bộ Giao thông Vận tải là Liên doanh Tổng Công ty Xây dựng Thăng Long, Tổng Công ty Xây dựng Công Trình Giao thông 6, Tổng Công ty Xây dựng Công Trình Giao thông 8 thi công trong 42 tháng.
- Gói thầu 2 là cầu chính. Gói thầu này do Liên doanh ba nhà thầu Nhật Bản là các tập đoàn Taisei, Kajima và Nippon Steel thi công trong 50 tháng. Gồm có:
  - Cầu dẫn bờ Bắc bằng dầm Super T dài 0,52 km
  - Cầu chính kết cấu dây văng dài 1,010 km bố trí nhịp: 2×40 + 150 + 550 + 150 + 2×40, mặt cầu hỗn hợp dầm thép và bêtông cốt thép dự ứng lực.
  - Cầu dẫn bờ Nam bằng dầm Super T dài 0,88 km
  - Cầu dầm liên tục đúc hẫng vượt nhánh sông Hậu dài 0,34 km
  - Tổng chiều dài cầu chính là 2,75 km.
- Gói thầu 3 là đoạn đường dẫn phía Cần Thơ dài 7,69 km trong đó có 6 cầu qua kênh Cái Tắc, kênh Cái Da, kênh Ap Mỹ, kênh Cái Nai, sông Cái Răng và vượt Quốc lộ 91B. Gói thầu này do nhà thầu Tổng công ty xây dựng Trung Quốc thi công trong 45 tháng.

Khổ cầu rộng 23,1m trong đó có bốn làn xe, mỗi làn 3,5m và hai lề bộ hành, mỗi lề 2,75m. Tốc độ thiết kế 80 km/giờ, qua các khu dân cư 60 km/giờ. Tiêu chuẩn thiết kế cầu theo quy trình AASHTO LRFD.

### Một số đặc trưng của cầu Cần Thơ
Cầu Cần Thơ có những đặc trưng phổ biến của loại cầu dây văng, cùng một số đặc điểm riêng như sau:
- Về móng trụ tháp: là loại cọc khoan nhồi có đường kính 2,50 m nhưng có chiều dài vào loại dài nhất được thi công ở Việt Nam: 94 m và mỗi cọc có 45 tấn thép với cốt thép chủ đường kính 38 mm và gần 500 m³ bê tông mác 30 Mpa.
- Trụ bờ Bắc có 30 cọc và trụ bờ Nam có 36 cọc.
- Máy khoan cọc nhồi làm việc theo nguyên tắc tuần hoàn ngược liên tục dùng dung dịch bentonite có pha polymer khoảng 5%.
- Ở trụ bờ Bắc thi công trên bờ nên dùng ống thép đường kính 2,60 m dày 22 mm và dài 12 m làm ống vách tạm thời (khoan nhồi xong rút lên).
- Ở trụ bờ Nam thi công dưới nước có độ sâu 20 m nên phải dùng ống vách chiều dài 42 m cố định (khoan nhồi xong để lại không rút lên).
- Chân cọc sau khi đổ bê tông được bơm vữa xi măng bằng bơm áp lực cao để tăng cường sức chịu tải của cọc.
- Bệ trụ tháp bờ Bắc thi công trên cạn nên làm hố móng và lắp khuôn đúc đổ bê tông thông thường.
- Riêng bệ trụ tháp bờ Nam thi công dưới nước nên mặt đáy và vòng vây xung quanh được đúc sẵn trên bờ và lắp ghép trên đầu cọc thành ván khuôn liền với bệ trụ.
- Vòng vây xung quanh có chiều sâu ngập trong nước dưới cao trình mặt đáy bệ để che chắn bảo vệ đầu cọc.
- Đây là phương pháp rất hay vừa tiết kiệm chi phí khuôn đúc, vừa đẩy nhanh tiến độ thi công.
- Nhưng phải đảm bảo việc định vị các cọc hết sức chính xác trong quá trình thi công khoan nhồi (đặc biệt là thi công dưới nước có dòng chảy mạnh và mực nước lên xuống do ảnh hưởng của thủy triều),
- Nếu không chính xác các tấm đáy không lắp ghép được và khó mà bịt kín đáy để thi công cốt thép trong môi trường khô ráo.
- Cốt thép thi công bệ trụ có đường kính lớn nhất tới 52 mm và nối dối đầu bằng đầu nối có ren, thí nghiệm kiểm chứng cho thấy khi kéo phá hoại cốt thép đứt ở thân chứ không đứt ở mối nối.
- Về trụ tháp có chiều cao tính từ mặt nước là 175,30 m và tính từ mặt cầu là 145,20 m.
- Trụ có hình chữ Y ngược và hai chân khép vào để thu hẹp diện tích bệ trụ, hình dạng này rất đẹp và thanh thoát, không như hình chữ H xoạc cẳng, trụ có biểu tượng như hai bàn tay chắp lại vái lên trời với tâm linh của người Á Đông.
- Kết cấu phần trên: Nhịp dây văng có chiều dài 550 m giữa hai trụ tháp, có tĩnh không thông thuyền cao 39 m (với chiều rộng tương ứng 200 m) đảm bảo cho tàu 10.000 DWT qua lại thường xuyên.
- Kết cấu mặt cầu là dầm hộp bê tông cốt thép đúc tại chỗ mác 50 Mpa, mặt cắt ngang là hình thang ngược gồm 4 khoang, đáy ở trên có chiều rộng 26,0 m và chiều cao là 2,70 m.
- Vì chiều dài nhịp 550 m là khá dài đối với cầu dây văng, nên để giảm bớt tải trọng của nhịp chính, đoạn giữa của cầu 210 m được kết cấu bằng dầm hộp thép chế tạo sẵn và lắp ghép với dầm bê tông cốt thép đã được đúc tại chỗ.
- Chính ở chỗ mối nối giữa dầm bê tông cốt thép và dầm thép phải thiết kế đặc biệt theo mô hình phần tử hữu hạn (FEM) để chuyển tiếp ứng suất giữa hai loại vật liệu có độ cứng và đàn hồi khác nhau.
- Hệ dây văng khác với phương pháp truyền thống là các sợi thép bện thành tao rồi kéo và neo tùng tao trước khi cố định cả bó cáp dây văng.
- Ở đây toàn bộ bó cáp dây văng được chế tạo sẵn trong nhà máy rồi căng kéo và neo trên công trường chứ không phải kéo từng tao.
- Tất nhiên thiết bị và công nghệ căng kéo là mới và được áp dụng lần đầu tiên ở Việt Nam.

## Vốn và chủ xây dựng
Cầu xây dựng dựa vào nguồn vốn vay ODA Nhật Bản. Tổng mức đầu tư khoảng 4.832 tỷ đồng theo tỷ giá năm 2004 (khoảng 37 tỷ yên Nhật). Chủ đầu tư là Bộ Giao thông vận tải. Đại diện chủ đầu tư quản lý dự án là Ban quản lý dự án Mỹ Thuận (PMU Mỹ Thuận). Tư vấn giám sát quốc tế Liên danh Nippon Koei - Chodai. Nhà thầu chính Liên danh Taisei - Kajima - Nippon Steel (nhà thầu TKN). Nhà thầu phụ VSL (Thụy Sĩ), Mitsui Thăng Long (MTSC) (Liên doanh Việt Nhật về kết cấu thép, NM tại Hà Nội).

## Tin tức cập nhật
- Ngày 26 tháng 10 năm 2007: sau 3 năm lẻ 1 tháng xây dựng, trụ tháp cầu đã cao gần 160m. Công việc thi công tạm đình chỉ do vụ sập nhịp dẫn vào tháng 9 năm 2007. Dự kiến khoảng 2 tháng sau tức là tháng 12, công việc sẽ được tiếp tục hoàn thành 4,8m còn lại của trụ tháp.
- Tháng 3 năm 2008: công việc thi công được phép tiến hành trở lại.
- Ngày 19 tháng 4 năm 2008: trụ tháp phía bờ Vĩnh Long đã được hoàn chỉnh ở độ cao 164,80m.
- Ngày 24 tháng 4 năm 2008: trụ tháp phía bờ Cần Thơ cũng đã hoàn tất phần đỉnh tháp. Như vậy là hai trụ tháp của cầu đã được hoàn tất.
- Cuối tháng 6 năm 2008: Bộ GTVT sẽ đưa ra kết luận chính thức về vụ 26 tháng 09 năm 2007 và sẽ cho phép thi công lại nhịp P14, P15 và phần dây văng, sớm đưa công trình hoàn thành và đưa vào sử dụng.
- Ngày 25 tháng 08 năm 2008: Nhà thầu TKN đã chính thức khởi động lại công trình sau 9 tháng trì hoãn bằng việc thi công lại trụ tạm các nhịp P14, P15.
- Ngày 1 tháng 9 năm 2008: Việc thi công lại hai trụ P14 và P15 được khởi công lại.
- Tháng 1 năm 2009: Khoảng cách còn lại của 2 nhịp cầu là 350m
- Tháng 4 năm 2009: Hợp long nhịp biên bờ Nam.
- Tháng 6 năm 2009: Đốt dầm thép đầu tiên được lắp lên tại tháp Nam.
- 08 giờ 30 phút ngày 3 tháng 10 năm 2009: Hợp long cầu Cần Thơ
- Sáng 12 tháng 10 năm 2009: Lễ hợp long chính thức diễn ra với sự có mặt của Chủ tịch UBND Thành phố Cần Thơ và Tỉnh Vĩnh Long.
- Ngày 30 tháng 3 năm 2010: Công trình cầu Cần Thơ cơ bản hoàn thành 100%. Nhà thầu đã bàn giao công trình cho Bộ GTVT và Thành phố Cần Thơ.
- 10 giờ sáng ngày 24 tháng 4 năm 2010: Cầu Cần Thơ được khánh thành.[2]

## Sự cố sập nhịp dẫn của Cầu Cần Thơ
Khoảng 8 giờ sáng ngày 26 tháng 9 năm 2007, nhịp cầu dẫn dài 90m về phía Vĩnh Long đang thi công đã bất ngờ bị sập. Dưới nhịp cầu dẫn có khoảng 100 công nhân, có khả năng đã thiệt mạng, phía trên nhịp cầu có khoảng 150 công nhân cũng đang thi công đều bị thương. Đây là đoạn cầu dẫn bờ bắc Vĩnh Long bằng dầm Super T, do liên doanh nhà thầu Taisei, Kajima và Nippon Steel làm thầu chính.

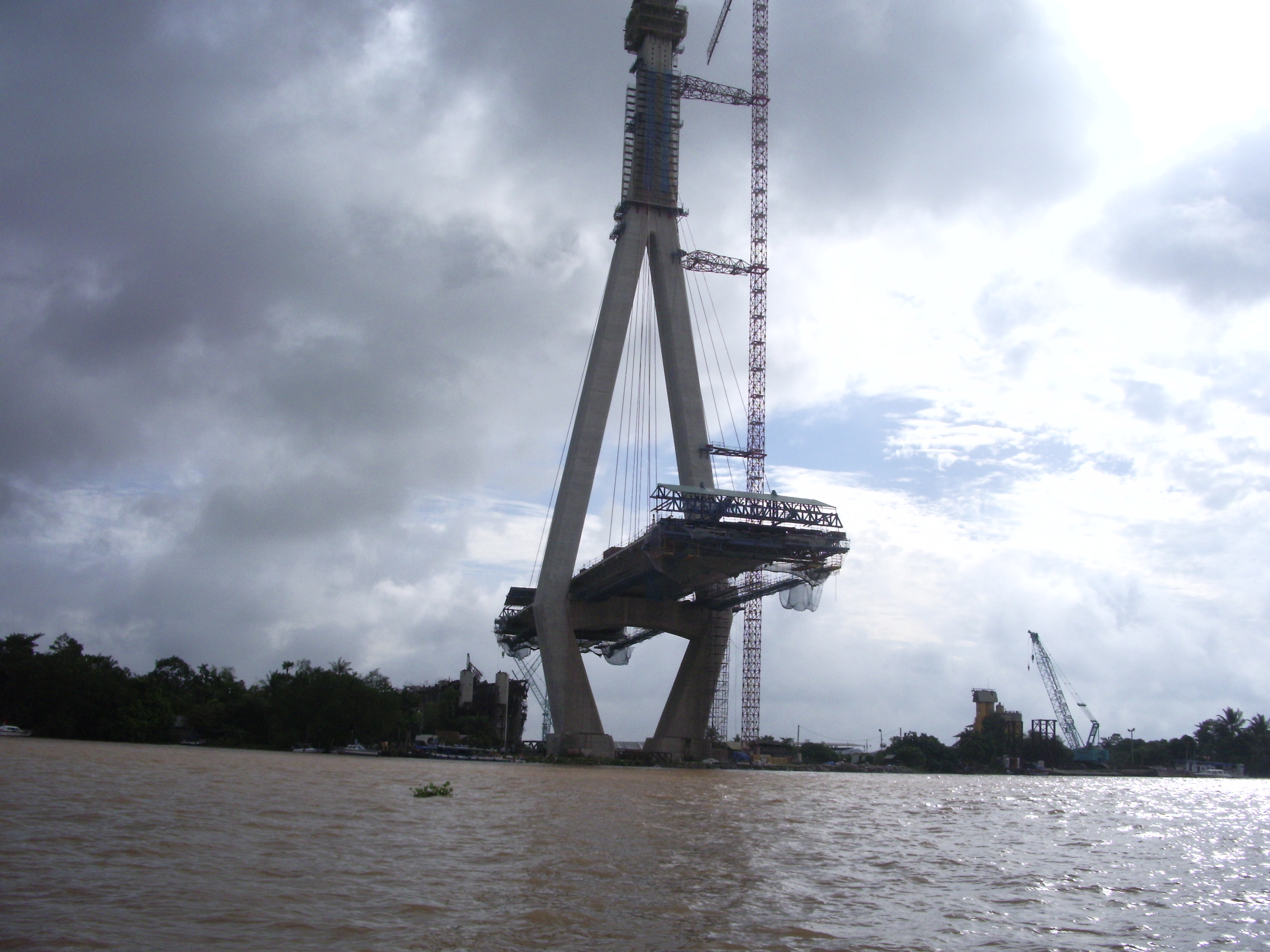
Cầu Cần Thơ tại thời điểm bị sập 26/9/2007

Theo báo cáo của Bộ Giao thông Vận tải vào tháng 10 năm 2007, số người chết là 55 người, số người bị thương là 80 người, số người mất tích: 1 người . Đến ngày 2 tháng 7 năm 2008, Bộ trưởng Bộ Xây dựng Nguyễn Hồng Quân đã báo cáo Chính phủ kết quả điều tra sự cố sập nhịp dẫn cầu Cần Thơ là do lún lệch đài móng trụ tạm.

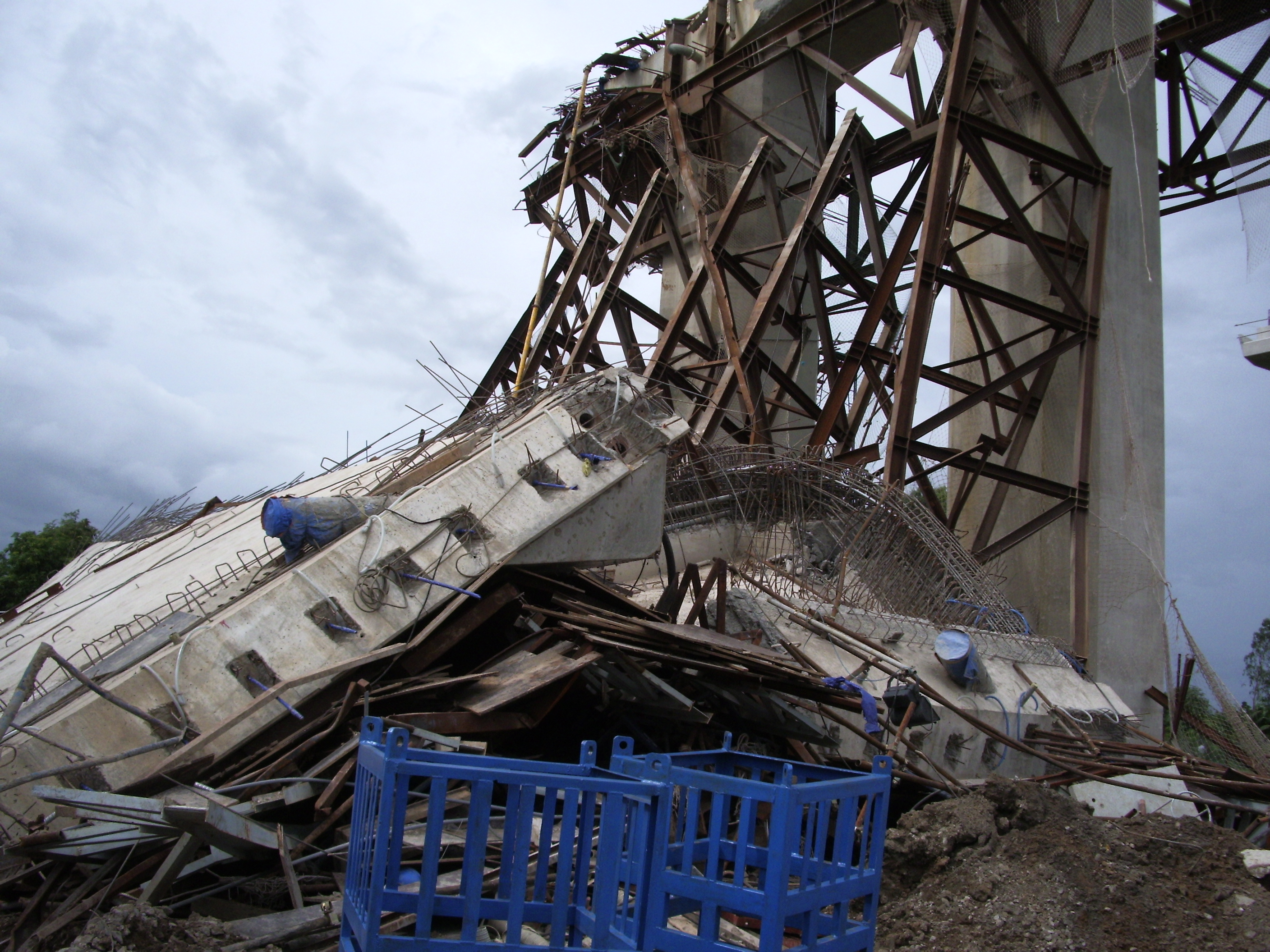
Cận cảnh vụ tai nạn sập 2 nhịp cầu dẫn cầu Cần Thơ 26/9/2007

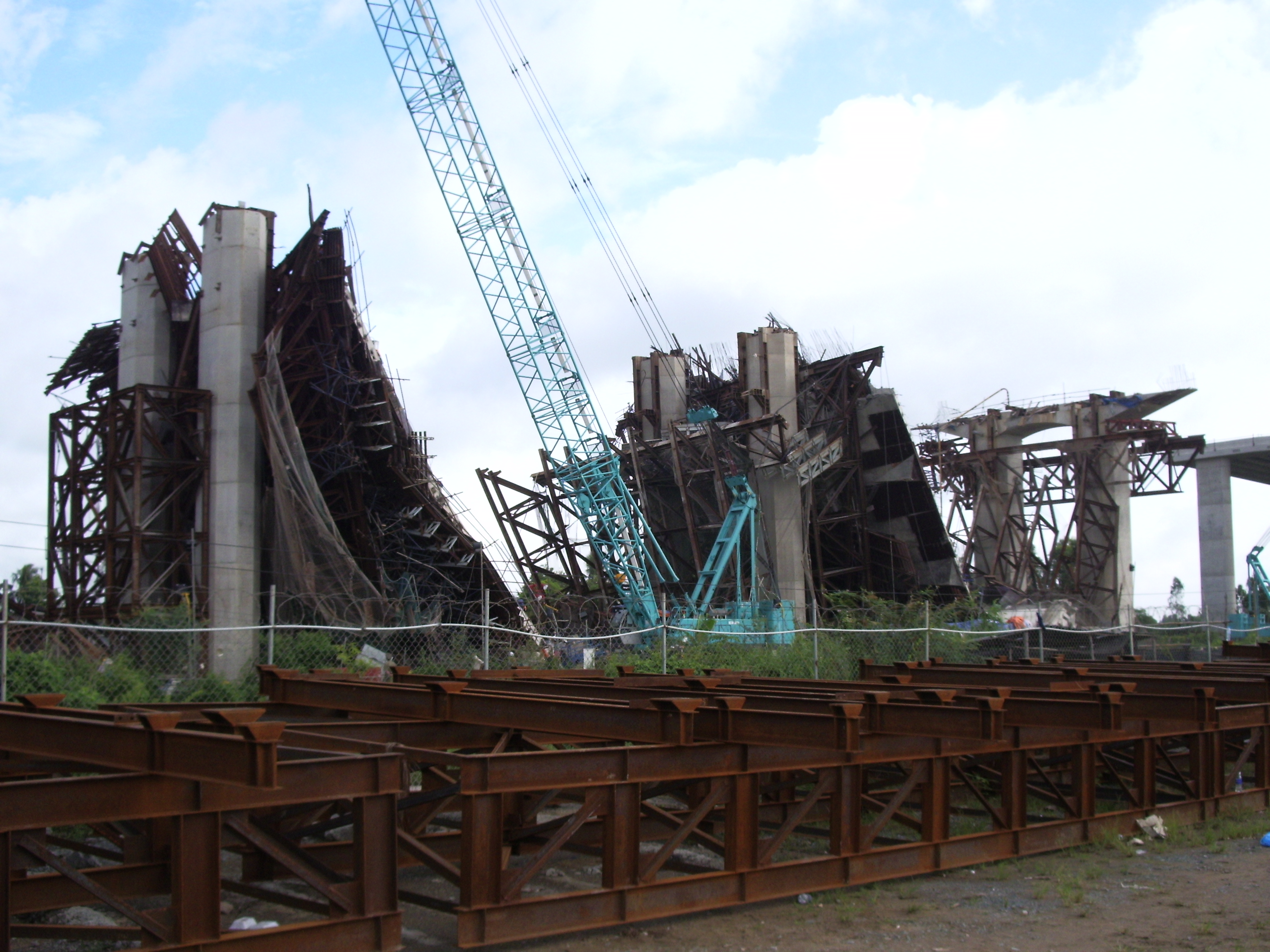
Toàn cảnh sập 2 nhịp cầu dẫn cầu Cần Thơ 26/9/2007

Để tưởng niệm những người thiệt mạng do tai nạn, một khu tưởng niệm được xây dựng trong khuôn viên Bồ Đề Cổ tự (xóm Rạch Tra, ấp Mỹ Hưng II, xã Mỹ Hòa, Thị xã Bình Minh, tỉnh Vĩnh Long). Khu tưởng niệm có diện tích gần 80m², nằm cách vị trí cầu Cần Thơ khoảng 200m, được xây dựng bằng kinh phí do nhà thầu TKN (Nhật Bản) tài trợ. Đây cũng là nơi thờ tự tập trung những người quá cố khi tham gia xây dựng cầu Cần Thơ. Vào cùng ngày diễn ra lễ khánh thành cầu Cần Thơ, ngày 24 tháng 4 năm 2010, một lễ cầu siêu đã được tổ chức tại chùa nhằm tưởng nhớ đến những người đã thiệt mạng trong sự cố và cầu cho linh hồn của họ được siêu thoát.